# 安娜·林德
于娃·安娜·馬利亞·林德（瑞典語：Ylva Anna Maria Lindh，1957年6月19日—2003年9月11日）是瑞典社會民主工黨政治人物。林德於1984至1990年任社會民主青年團主席，1982至1985、1998至2003年間任議會議員。林德於1994年任職環境大臣，後來於1998年獲首相約蘭·佩爾松晉升為外交大臣，很多人認為她將會擔任下一任首相。
2003年，瑞典政府舉行是否使用歐元的公民投票，而林德負責提倡瑞典加入歐元區。9月10日（即公民投票前4日），林德在斯德哥爾摩市中心一家百貨公司購物時被一名塞爾維亞人移民的精神病男子行刺，翌日逝世。

## 外部連結
- 安娜·林德紀念基金
- 瑞典政府關於安娜·林德的網頁
- 安娜·林德生平，瑞典日報（SvD），2003年9月13日